# Schlacht von Valdevez
Die Schlacht von Valdevez (portugiesisch: Torneio de Arcos de Valdevez; 'Turnier von Arcos de Valdevez') fand bei Arcos de Valdevez an den Ufern des Flusses Vez zwischen dem Königreich León und dem Königreich Portugal im Sommer 1140 oder 1141 statt. Es ist eine von nur zwei Schlachten, die Alfons VII. von León nachweislich geschlagen hat, und die einzige, die nicht mit einer Belagerung zusammenfiel. Die Schlacht hatte stattdessen den Charakter eines Ritterturniers. Sein Gegner bei Valdevez war sein Vetter Alfons I. (Alfonso) von Portugal. Ein nach der Schlacht unterzeichneter Waffenstillstand gipfelte schließlich im Vertrag von Zamora (1143) und begründete die Unabhängigkeit Portugals als ein eigenständiges Königreich auf der iberischen Halbinsel.
Zeitgenössische Überlieferungen der Schlacht bilden die leonesische Chronica Adefonsi imperatoris und auf portugiesischer Seite die Chronicon Lusitanum.

## Vorgeschichte
Eine Erste Grafschaft Portucale bestand zwischen dem 10. und 12. Jahrhundert. Im Jahr 1093 ernannte Alfons VI. seinen Schwiegersohn Raimund von Burgund zum Grafen von Galicien, obwohl Alfons selbst den Königstitel für dasselbe Gebiet behielt. Aus Sorge um die wachsende Macht von Raimund trennte Alfonso 1096 Portugal mit der Hauptstadt Coimbra von Galicien und übertrug sie einem anderen Schwiegersohn, Heinrich von Burgund, der mit der unehelichen Tochter Theresia von Alfons VI. verheiratet war. Die Grafschaft Portugal wurde so wiederhergestellt. Ihr Gebiet umfasste einen Großteil des heutigen portugiesischen Territoriums zwischen dem Fluss Minho und dem Tajo, während der Süden noch von den Mauren gehalten wurde. Die Grafen des Hauses Burgund führten die Reconquista weiter und nach dem Sieg gegen die Mauren in der Schlacht von Ourique (1139) erklärte sich Graf Alfonso zum König von Portugal.

## Konflikt

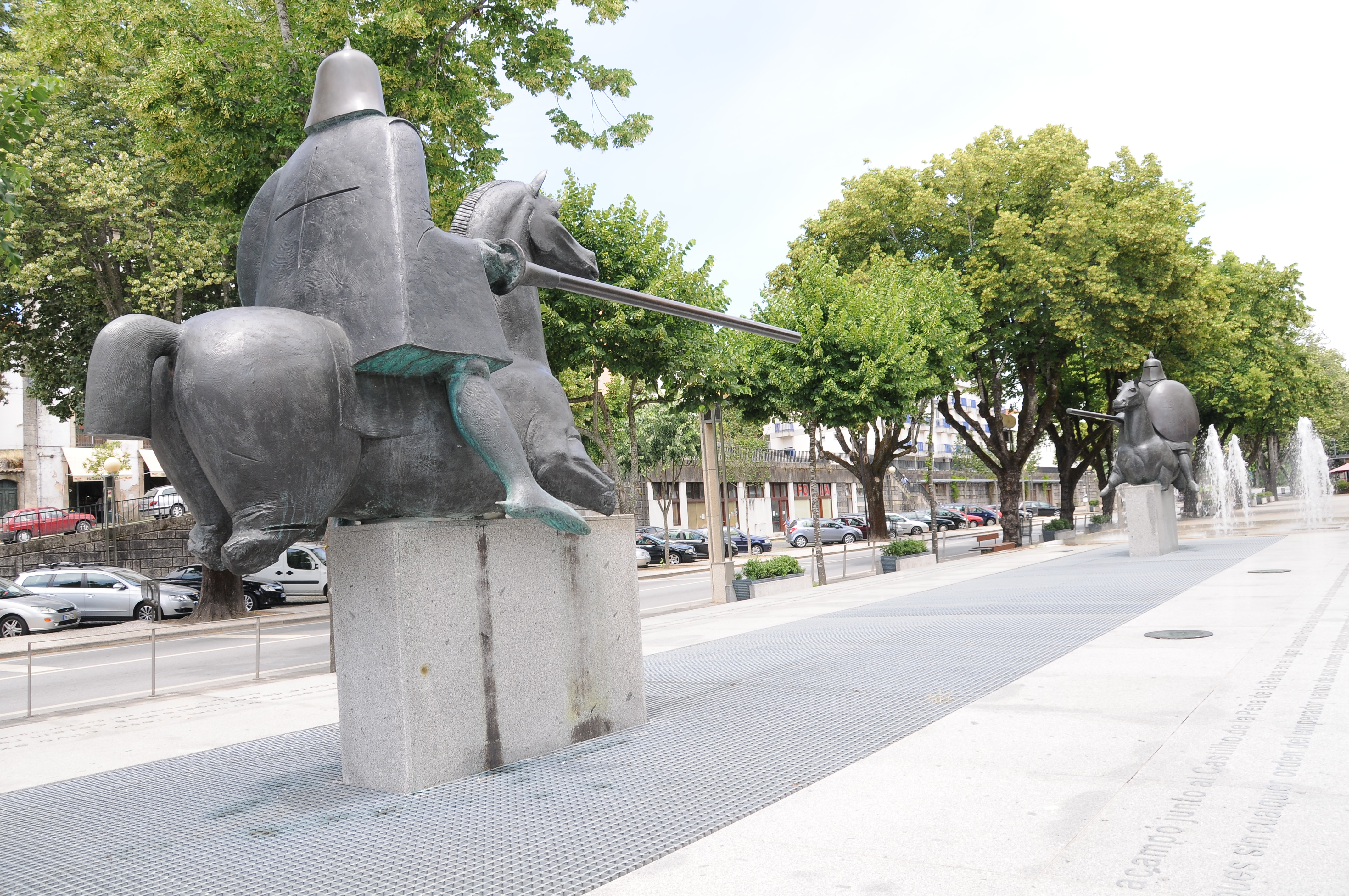
Denkmal zum Andenken an die Schlacht in Arcos de Valdevez

Zu Beginn der Herrschaft von Alfons VII. war Afonso von Portugal sein präsumtiver Erbe. Die Geburt zweier Söhne Alfons’ VII., der späteren Könige Sancho III. und Ferdinand II., und die geografische Entfernung zwischen Afonsos portugiesischer Machtbasis und der Krone von León überzeugten Afonso wahrscheinlich davon zu rebellieren und in Galicien einzumarschieren. Er überquerte den Minho und drang in das Gebiet von Valdevez („Tal des Vez“) ein. Als Alfons VII. davon erfuhr, eilte er mit seinen Truppen von León aus nach Galicien, zerstörte auf dem Weg dorthin Befestigungen, die von Afonso genutzt werden konnten, und schlug sein Lager in der Serra do Soajo nördlich des Flusses Lima auf, der ein Nebenfluss des Vez ist.
Bei Valdevez waren die Hauptkämpfer auf beiden Seiten Ritter. Es ist unklar, wie genau sich die Schlacht entwickelte, aber es wird vermutet, dass jeder Monarch seine Ritter für einzelne Turnierkämpfe auswählte, um die Möglichkeit eines Mêlée auszuschließen, so dass die Schlacht eher einer Hastiludia glich. Die Notwendigkeit, sich mit einer Invasion der Almoraviden im Süden seines Territoriums auseinanderzusetzen, könnte Afonso von Portugal dazu gezwungen haben, ein derartiges Turnier zu akzeptieren. Valdevez ist ein Beispiel für die von Philippe Contamine festgestellte Tendenz mittelalterlicher Ritterkämpfe, „zu einer Art großem Turnier zu verkommen, halb ernst, halb frivol“. In Arcos de Valdevez wurden viele Gefangene gemacht, aber nur wenige Menschen kamen ums Leben. Den Portugiesen gelang es, nach den ritterlichen Gesetzen der damaligen Zeit einen Vorteil zu erlangen und besiegten damit die leonesischen Ritter. Unter diesen Umständen wurde ein Frieden geschlossen und die Gefangenen ausgetauscht. Nach der Schlacht wurde ein Waffenstillstand unterzeichnet, der schließlich zum Vertrag von Zamora wurde, in dem die Unabhängigkeit des Königreichs Portugal von den Leonesen akzeptiert wurde.

## Andenken
Im Bahnhof Porto São Bento erinnert ein Wandbild an die Schlacht. In Arcos de Valdevez erinnert ein Denkmal des Bildhauers José Rodrigues an die Schlacht als Turnier. Im Museu de Arcos de Valdevez ist ein Artefakt des so genannten Torneio de Cavaleiros ständig ausgestellt.